# Roni Bar-On
Roni Bar-On (hebraisk: רוני בר-און, født 2. juni 1948) er en israelsk politiker og advokat. Han var medlem af Knesset for partierne Likud og Kadima mellem 2003 og 2011, og en periode også Israels finansminister.